# Bruno Pasquier
Bruno Pasquier   (Neuilly-sur-Seine, 10 de desembre de 1943) és un violista francès, pertanyent a la nissaga Pasquier.
Després d'un primer premi al Conservatori de París el 1961, Pasquier va guanyar el Concurs Internacional de Música ARD el 1965. Del 1965 al 1985 va ser el primer solista de l'orquestra de l'Òpera de París i posteriorment, de 1985 a 1990 a l'Orchestre nacional de França.
Des de 1970, ha estat professor al Conservatori de París, primer com a ajudant de Serge Collot, després com a viola i professor de música de cambra (des de 1983). Amb el seu germà Régis (violinista i director d'orquestra) i el violoncel·lista Roland Pidoux, va ser durant un temps membre d'un trio buscat.
Bruno Pasquier toca una viola de Giovanni Paolo Maggini (principis del segle xvii).